# Зеленогорлый манго
Зеленогорлый манго (лат. Anthracothorax viridigula) — вид птиц семейства колибри. Обладает бронзово-зелёным оперением в верхней части и по бокам. Половой диморфизм заключается в окраске горла и брюха: у самцов оно яркое, зелёных оттенков, у самок — белое с чёрным. Питается насекомыми и нектаром. Обитает в мангровых лесах и болотистых саваннах на северо-восточном побережье Южной Америки от Венесуэлы до Бразилии, а также на Малых Антильских островах. Для размножения строит на ветвях деревьев чашеобразное гнездо, является птенцовой птицей.

## Описание

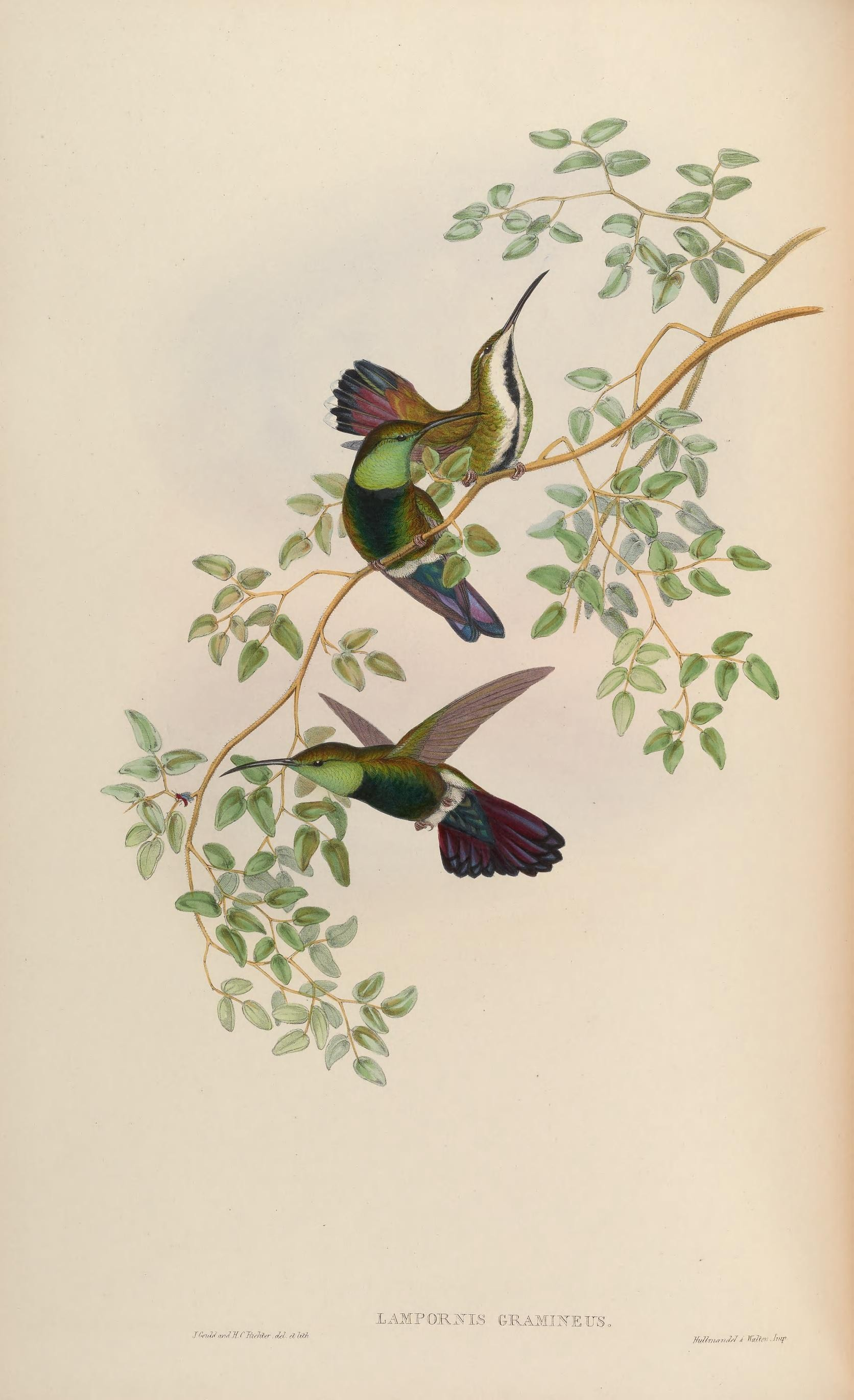
Lampornis gramineus, 1849 год

Оперение самца зеленогорлого манго в верхней части сияющее бронзово-зелёное, горло — зелёное; центральная часть груди и брюха бархатно-чёрная, переходящая в зелёный или бронзово-зелёный по бокам, нижняя часть тела белая. Маховые перья тёмно-коричневые. Центральные перья хвоста окрашены в различные цвета от тёмно-коричневого до зелёного, по сторонам хвоста перья блестящие фиолетовые, самые внешние — тёмно-синие. Оперение самки в верхней части не отличается от такового у самца, нижняя часть преимущественно белая с бархатно-чёрной полосой от подбородка до живота. Хвост также похож на хвост самца, но концы перьев окрашены в белый цвет. Молодые особи похожи на самок зеленогорлого манго, но в нижней части окрашены в каштановый цвет вместо белого. Клюв у птиц чёрный, слегка выгнутый.
Общая длина составляет 10,5—12,5 см, масса самцов — 7,5—8,5 г, самок — 6,0 г (некоторые записи говорят о самках весом 11 г, но возможно это особи, откладывающие яйца). Британский орнитолог Чарлз Чабб в своей работе 1916 года, посвящённой птицам Британской Гвианы, приводит следующие параметры: общая длина — 122 мм, длина клюва — 27 мм, крыла — 70 мм, хвоста — 38 мм.
Птица довольно тихая, основной репертуар не описан. В полёте может издавать повторяющийся звуковой сигнал «чеп… чеп…» («chep… chep…»).

## Распространение
Зеленогорлый манго обитает в Южной Америке от северо-востока Гайяны в Венесуэле до штатов Амапа и Мараньян на севере Бразилии, включая территории таких стран как Гайана и Суринам, а также Французской Гвианы. Кроме того, птица обитает в пределах государств и заморских территорий Наветренных островов Антильского архипелага: Антигуа и Барбуда, Барбадос, Доминика, Гренада, Мартиника, Монтсеррат, Сент-Китс и Невис, Сент-Люсия, Сент-Винсент и Гренадины, Тринидад и Тобаго. Общая площадь ареала составляет 1 890 000 км².
Предпочитает прибрежные районы, мангровые леса и болотистые саванны с редкими большими деревьями, где встречается довольно часто. На побережье ведёт оседлый образ жизни, во внутренних районах осуществляет миграцию вслед за сезоном цветения деревьев. В основном обитает на высоте до 500 метров над уровнем моря.
Относится к видам, вызывающим наименьшие опасения, при этом наблюдается снижение популяции из-за потери естественной среды обитания. В частности, из-за уменьшения мангровых лесов и болот с начала 1980-х годов птицы реже встречаются на острове Тринидад, но их ещё можно обнаружить на болоте Карони. Во Французской Гвиане их можно встретить на реках Демерара и Абари, а также в Джорджтауне и Мане. Птиц также регулярно отмечают в Кайенне. Зеленогорлый манго числится в приложении II конвенции CITES, что означает необходимость строгого контроля за торговлей его представителями.

## Питание
Зеленогорлый манго кормится в основном на вершинах деревьев, где питается как нектаром, собирая его в том числе и с интродуцированных растений, так и насекомыми. Предпочитает нектар растений таких родов как эритрина, цезальпиния, табебуйя, кордия, спатодея. Среди насекомых в рацион входят перепончатокрылые, полужесткокрылые и жесткокрылые, которых манго ловит в воздухе или снимает с поверхности растений. По данным энциклопедии Neotropical Birds Online, насекомые составляют основной рацион данного вида.

## Размножение
Основным сезоном размножения является январь — март, но гнёзда могут быть обнаружены в любое время года. Маленькое гнездо чашеобразной формы обычно расположено на горизонтальной ветке большого дерева (выше 10 метров). Внешний диаметр гнезда составляет 45 мм, внутренний — 35 мм, высота гнезда — 30 мм. Исследования в Суринаме показали, что гнездо выложено лишайниками.
Представители семейства колибри обладают способностью производить два выводка за сезон, но обычно повторно откладывают яйца только если что-нибудь на ранних стадиях случилось с первой кладкой. В кладке обычно два яйца массой 0,71 грамма и размерами 16,5 на 9,5 мм. Яйца высиживаются самками, инкубационный период составляет 14—15 дней. Маленькие птенцы, чёрные с редким тёмно-серым спинным пухом, находятся в гнезде 24—25 дней и в течение 3—4 недель после этого остаются с самками. Половой зрелости птицы достигают на второй год.

## Систематика
Впервые вид был описан нидерландским натуралистом Питером Боддертом на основании птицы из Кайенна в 1783 году под названием Trochilus viridigula (от лат. viridis — зелёный и лат. gula). Долгое время учёными использовалось видовое название gramineus (или grammineus): Trochilus gramineus употребляли в своих работах немецкий учёный Иоганн Фридрих Гмелин (1788), французские естесствоиспытатели Жан Батист Одбер и Луи Жан Пьер Вьейо (1801); Lampornis gramineus — британские натуралисты Джон Гульд (1858), Осберт Сэльвин (1885, 1892), Джон Джозеф Квелч (1891), Чарлз Чабб (1912); Anthracothorax gramineus  — австрийский орнитолог Карл Эдуард Хелльмайр (1906), немецкий орнитолог Ганс фон Берлепш (1908), американский орнитолог Роберт Риджуэй (1911). Род Anthracothorax (от греч. anthrax — уголь, чёрный и греч. thorax — грудь) был выделен в 1831 году немецким зоологом Фридрихом Бойе. Современное название Anthracothorax viridigula впервые использует Чарлз Чабб в своей работе 1916 года.
Последние филогенетические исследования располагают данный вид рядом с колибри Прево (Anthracothorax prevostii), верагуанским (Anthracothorax veraguensis) и черногорлым манго (Anthracothorax nigricollis).